# Castillo de Monflorite
Aunque hoy en día se llama Castillo de Monflorite a la torre gótica situada en el núcleo urbano y que en la actualidad esta totalmente restaurada, anteriormente la población contaba con un castillo, hoy día perdido pero del que se pueden apreciar los restos alrededor de la torre. 

## Historia
La primera vez que se menciona la población de Monflorite es en el 1235 siendo su señor Blasco de Maza, quien en 1241 donó la población al convento oscense de la Merced para volver a manos civiles en 1265 en este caso siendo su señor Fortunio Bergua, la construcción de la torre fue en el siglo XIV, bajo la posesión de los López de Gurrea, duques de Villahermosa, quienes construyeron la torre como residencia señorial para mostrar así su poder.

## Descripción
Es una construcción de dos pisos realizada con sillares de arenisca hiladas homogéneas sobre un zócalo también de sillar, con planta rectangular de 10 por 8 metros de lado y una altura de 12 metros aproximadamente, estando rematado actualmente por un tejado a cuatro aguas pero que anteriormente habría estado rematado por almenas.
La fachada sur es el primer paramento que se observa de la torre y a la vez el más destacado, en él se abren un par de ventanas geminadas de dos arcos apuntados moldurados donde se pueden contemplar varios escudos heráldicos esculpidos. Bajo estos se abren tres saeteras en cada piso, en este paramento también puede apreciarse el zócalo de sillar sobre el que se alza la torre.
El muro este es ciego, sin ningún vano ni apertura, salvo un posible acceso de arco de medio punto situado en altura y hoy recuperado. 
El acceso principal se sitúa en el paramento norte y está compuesto por un arco apuntado que está flanqueado por tres gruesas arquivoltas góticas enmarcadas en un guardapolvo. En el piso superior puede admirarse una ventana geminada de dos arcos apuntados moldurados similar a las abiertas en el muro sur, así como dos saeteras. 
En el muro oeste se observa una segunda puerta situada en altura, abierta mediante un arco de medio punto cerrado por un portalón de madera a la que se llega mediante una escalera de obra. Este paramento es austero y compacto, y no presenta, al igual que el muro este, ningún tipo de vano.
En el interior, la planta baja está cubierta con una bóveda apuntada y la superior con una cubierta de madera a dos aguas.